# Studenec (okres Levoča)
Studenec (Hongaars: Hidegpatak) is een Slowaakse gemeente in de regio Prešov, en maakt deel uit van het district Levoča.
Studenec telt 473 inwoners.